# Korallgrottan
Korallgrottan – jaskinia krasowa w północnej Szwecji, w Górach Skandynawskich.
Korallgrottan jest eksplorowana od 1985 r.